# Ginástica artística nos Jogos da Commonwealth de 2006 - Feminino
Os resultados femininos da ginástica artística nos Jogos da Commonwealth de 2006 contaram com todas as provas coletiva e individuais.

## Resultados

### Individual geral
Finais
| Pos. | Ginasta          | País                      | Pontos |
| ---- | ---------------- | ------------------------- | ------ |
|      | Austrália        | Chloe Sims                | 57,100 |
|      | Canadá           | Elyse Hopfner-Hibbs       | 57,100 |
|      | Austrália        | Hollie Dykes              | 55,800 |
| 4    | Inglaterra       | Imogen Cairns             | 55,750 |
| 5    | Inglaterra       | Shavahn Church            | 55,000 |
| 6    | Canadá           | Alyssa Brown              | 54,600 |
| 7    | Canadá           | Gael Mackie               | 54,050 |
| 8    | Inglaterra       | Becky Downie              | 53,700 |
| 9    | País de Gales    | Lynette Lisle             | 53,500 |
| 10   | Escócia          | Carol Galashan            | 53,300 |
| 11   | Escócia          | Rosalie Hutton            | 52,550 |
| 12   | Irlanda do Norte | Katie Elizabeth Slader    | 51,600 |
| 13   | Escócia          | Emma White                | 51,350 |
| 14   | África do Sul    | Chanel Candice Moonsammy  | 50,800 |
| 15   | Nova Zelândia    | Belinda Castles           | 50,600 |
| 16   | Nova Zelândia    | Olivia Jobsis             | 50,550 |
| 17   | África do Sul    | Francki van Rooyen        | 4,950  |
| 18   | País de Gales    | Melanie Roberts           | 49,950 |
| 19   | Malásia          | Ali Nabihah Binti         | 48,200 |
| 20   | Malásia          | Abd Hamid Nurul Fatiha B. | 4,050  |
| 21   | Irlanda do Norte | Kathryn Bronagh Ward      | 79,050 |
| 22   | África do Sul    | Candice Lee Cronje        | 47,450 |
| 23   | Bermudas         | Kaisey Marie Griffith     | 46,100 |
| 24   | Bermudas         | Caitlyn Mello             | 46,000 |

- Nota: empatadas em nota, Chloe Sims terminou com a primeira colocação devido ao critério de desempate aplicado

| Pos. | País          | Ginasta             | Pts    |
| ---- | ------------- | ------------------- | ------ |
|      | Austrália     | Hollie Dykes        | 14,650 |
|      | Austrália     | Ashleigh Brennan    | 13,925 |
|      | África do Sul | Francki van Rooyen  | 13,900 |
| 4    | Escócia       | Jenny Hannah        | 13,775 |
| 5    | Inglaterra    | Hannah Clowes       | 13,650 |
| 6    | Canadá        | Elyse Hopfner-Hibbs | 13,625 |
| 7    | Escócia       | Rosalie Hutton      | 12,775 |
| 8    | Inglaterra    | Imogen Cairns       | 12,350 |

| Pos. | País          | Ginasta             | Pts    |
| ---- | ------------- | ------------------- | ------ |
|      | Canadá        | Elyse Hopfner-Hibbs | 14,950 |
|      | Austrália     | Hollie Dykes        | 14,925 |
|      | Inglaterra    | Becky Downie        | 14,075 |
| 4    | Austrália     | Monette Russo       | 13,850 |
| 5    | Escócia       | Rosalie Hutton      | 13,775 |
| 6    | África do Sul | Francki van Rooyen  | 13,500 |
| 7    | Escócia       | Helen Galashan      | 13,375 |
| 8    | Canadá        | Alyssa Brown        | 13,050 |

| Pos. | País          | Ginasta             | Pts    |
| ---- | ------------- | ------------------- | ------ |
|      | Inglaterra    | Elyse Hopfner-Hibbs | 15,100 |
|      | Inglaterra    | Shavahn Church      | 14,875 |
|      | Austrália     | Monette Russo       | 14,850 |
| 4    | Austrália     | Naomi Russell       | 14,525 |
| 5    | Inglaterra    | Becky Downie        | 14,000 |
| 6    | País de Gales | Rhian Pugh          | 13,950 |
| 7    | País de Gales | Lynette Lisle       | 13,400 |
| 8    | Nova Zelândia | Belinda Castles     | 12,700 |

| Pos. | País          | Ginasta             | Pts    |
| ---- | ------------- | ------------------- | ------ |
|      | Inglaterra    | Imogen Cairns       | 14,325 |
|      | Canadá        | Alyssa Brown        | 14,275 |
|      | Austrália     | Naomi Russell       | 14,137 |
| 4    | País de Gales | Jessica Gazzi       | 14,112 |
| 5    | Austrália     | Chloe Sims          | 14,062 |
| 6    | Escócia       | Emma White          | 13,862 |
| 7    | Canadá        | Elyse Hopfner-Hibbs | 13,737 |
| 8    | África do Sul | Francki van Rooyen  | 6,912  |

### Equipes
Finais
| Posição | País          | Ginastas                                                                        | Total   |
| ------- | ------------- | ------------------------------------------------------------------------------- | ------- |
|         | Austrália     | Ashleigh Brennan Hollie Dykes Naomi Russel Monette Russo Chloe Sims             | 72,600  |
|         | Inglaterra    | Imogen Cairns Shavahn Church Hannah Clowes Becky Downie                         | 164,350 |
|         | Canadá        | Alyssa Brown Brittnee Habbib Elyse Hopfner-Hibbs Jenna Kerbis Gael Mackie       | 162,550 |
| 4       | País de Gales | Samantha Bailey Jessica Gazzi Lynette Lisle Rhian Pugh Melanie Roberts          | 158,750 |
| 5       | Escócia       | Carol Galashan Helen Galashan Jenny Hannah Rosalie Hutton Emma White            | 156,450 |
| 6       | África do Sul | Candice Lee Cronje Chanel Candice Moonsammy Francki van Rooyen Rinette Whelpton | 155,000 |
| 7       | Nova Zelândia | Alice Barnett Belinda Castles Georgia Cervin Olivia Jobsis Sarah Miller         | 151,550 |
| 8       | Malásia       | Abd Hamid Nurul Fatiha Ali Nabihah Binti Tan Kai Ling                           | 141,950 |